# بييفي ألبيغنولا (بافيا)
بييفي ألبيغنولا (بالإيطالية: Pieve Albignola)‏ هي بلدة تقع في مقاطعة بافيا بإقليم لومبارديا في شمال إيطاليا. تبلغ مساحة هذه المدينة 17.7 (كم²)، وترتفع عن سطح البحر م، بلغ عدد سكانها 934 نسمة في عام 2010 حسب إحصاء المعهد الوطني للإحصاء.

## السكان
في سنة 1861 بلغ عدد السكان 1٬447 نسمة، وتطور العدد ليصل في سنة 2011 لـ 916 نسمة.
يظهر هذا المخطط البياني تطور النمو السكاني لـ بييفي ألبيغنولا (بافيا)

## وصلات خارجية
- الموقع الرسمي